# 125th Street (stacja metra na Eighth Avenue Line)
125th Street – stacja metra nowojorskiego, na linii A, B, C i D. Znajduje się w dzielnicy Manhattan, w Nowym Jorku i zlokalizowana jest pomiędzy stacjami 135th Street i 116th Street. Została otwarta 10 września 1932.